# Brent Mydland
Brent Mydland (Monaco di Baviera, 21 ottobre 1952 – Lafayette, 26 luglio 1990) è stato un tastierista e cantante statunitense.
È famoso principalmente per la sua carriera come musicista per la band californiana dei Grateful Dead.

## Carriera musicale
Nato a Monaco, in Germania, da padre americano, si spostò all'età di un solo anno in California. Qui, spronato dalla madre, inizia a studiare musica, iniziando con la tromba alle elementari per poi avvicinarsi alla fisarmonica e al piano negli anni successivi.
Nel 1975 Brent entra nella band di Batford & Rodney, una coppia di cantautori americani. Alla fine dell'anno e per tutto l'anno successivo John Batford lo coinvolge nella sua band Silver, con cui realizzerà un disco, omonimo, e alcuni singoli.
Nel 1977 entra nella Bob Weir Band, progetto parallelo del chitarrista dei Grateful Dead Bob Weir.

### Con i Grateful Dead
Mydland si unì alla band californiana dei Grateful Dead nel 1979, sostituendo l'uscente Keith Godchaux e introducendo nella band i suoni del sintetizzatore e le sue doti canore e vi resterà per 11 anni.
Con la band, oltre agli innumerevoli dischi dal vivo - tra tutti, ricordiamo Reckoning e Dead Set - pubblicò nel 1980 Go to Heaven, In the Dark nel 1987 e l'ultimo disco in studio della band Built to last, del 1989. Ha scritto per la band numerose canzoni e in più ha fatto la voce solista in un gran numero di brani.

### Altre attività
Oltre ad aver fatto parte dei Dead, Mydland ha preso parte a vari progetti, molti dei quali insieme ad altri membri della band, specialmente i Bobby & The Midnites di Bob Weir, nel biennio '80-'82. Nel 1982 forma la sua band solista Brent Mydland Band.

## Morte
Il 26 luglio 1990 Brent Mydland viene trovato morto nella sua casa a Lafayette, in California a causa di un'overdose da speedball. In seguito alla sua morte gli venne dedicato il disco live Without a Net.
Il ruolo di tastierista nella band venne ricoperto in seguito da Vince Welnick, fino alla scomparsa di Jerry Garcia nel 1995.

## Discografia con i Grateful Dead

### Album in Studio
- Go to Heaven – 1980
- In the Dark – 1987
- Built to Last – 1989

### Album live
- Reckoning – 1981
- Dead Set – 1981
- Dylan & The Dead - 1989
- Without a Net - 1990